# LibreCMC
LibreCMC est un système GNU/Linux embarqué pour du matériel informatique exigeant le minimum de ressources, comme les routeurs wifi, les ordiphones ou le mini-ordinateur Ben Nanonote (en). Il est basé sur OpenWrt et constitué exclusivement de logiciels libres.
Un projet analogue appelé LibreWRT et soutenu en son temps par la Free Software Foundation a été listé par le site prism-break.org comme l'une des alternatives aux firmware propriétaires. Les deux projets LibreWRT & libreCMC ont fusionné en mai 2015 sous le nom libreCMC.

## Histoire

### Historique des versions
| Version                                               | Codename        | Publication | Version des rafistoler | Remarque / Innovation                     |
| ----------------------------------------------------- | --------------- | ----------- | ---------------------- | ----------------------------------------- |
| 1.2                                                   | Delusional Dan  | 2014        |                        | La première des binaire version           |
| 1.3                                                   | Elegant Eleanor | 2015        | 1.3.2                  | La fusion sur les LibreWRT, LTS           |
| 1.4                                                   | Frivolous Fred  | 2019        | 1.4.7                  | Publication reposer sur les LEDE          |
| 1.5                                                   | -               | 2020        | 1.5.0a                 | Publication reposer sur les OpenWRT 19.07 |
| Ancienne versionDernière version stableVersion future |                 |             |                        |                                           |

## Favoriser des Matériels informatiques
La source des list, site web des projets
Buffalo Technology
- WZR-HP-G300NH0
- WHR-HP-G300NH

Netgear
- WNDR3800
  - v1.x

TP-LINK
- TL-MR3020
  - v1
- TL-WR741ND
  - v1 - v2,
  - v4.20 - v4.27
- TL-WR841ND
  - v5.x
  - v8.x
  - v9.x
- TL-WR842ND
  - v1
  - v2
- TL-WR1043ND
  - v1.x
  - v2.x

ThinkPenguin
- TPE-NWIFIROUTER2
- TPE-R1100

Qi-Hardware
- Ben Nanonote